# Iglesia de San Miguel y San Sebastián (Valencia)

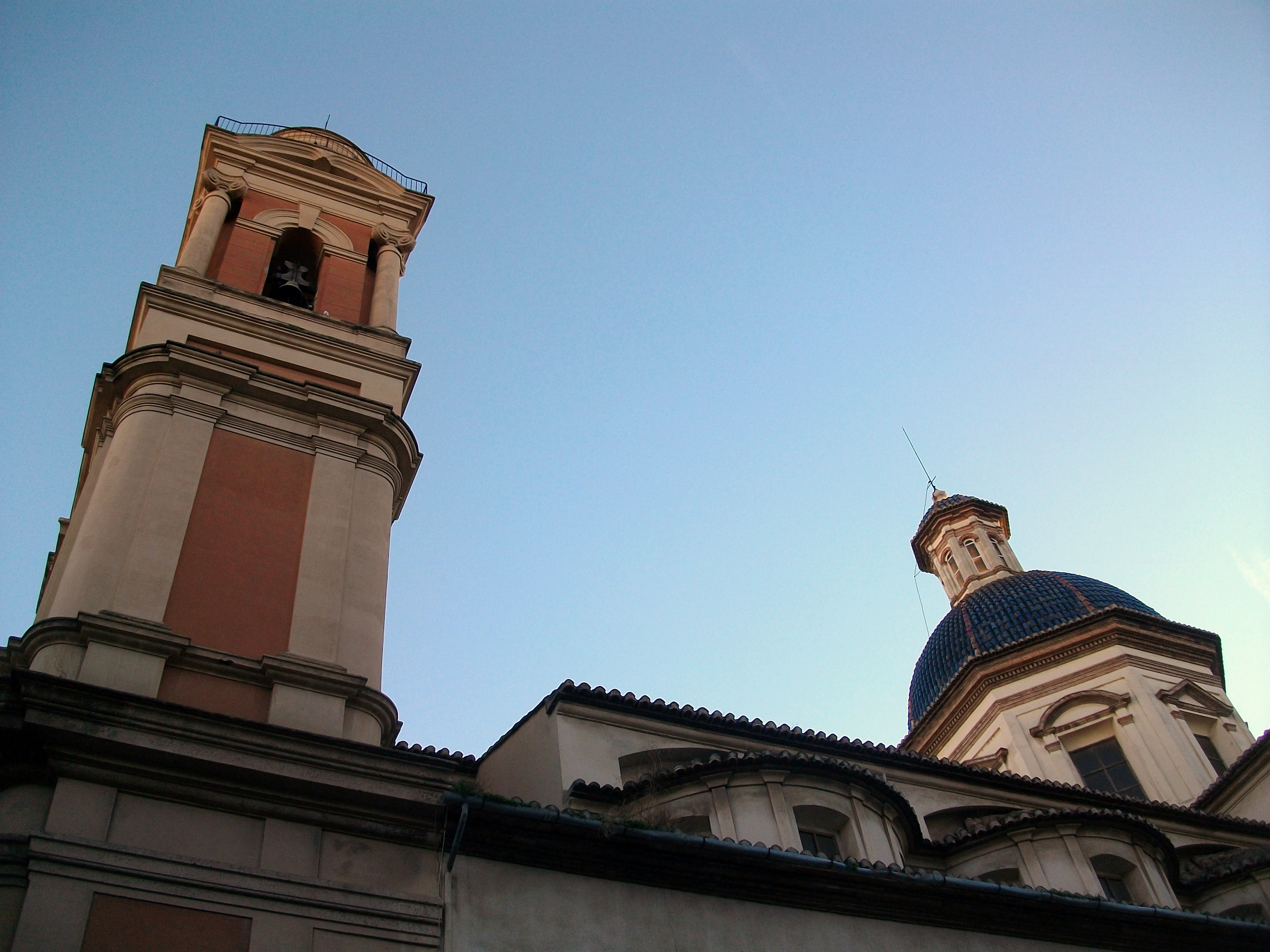
Campanario

La iglesia parroquial de San Miguel y San Sebastián, iglesia de San Miguel o antiguo convento de San Francisco de Paula es el último vestigio del antiguo convento de San Sebastián (erigido en 1533 en terrenos de la orden de los Jerónimos del Monasterio de La Murta, sitos extramuros de la ciudad de Valencia, cerca de las Torres de Quart), que fue derribado en el siglo XIX, como consecuencia de la exclaustración de los monjes mínimos de San Francisco de Paula, a raíz de la puesta en vigor de la ley de desamortización de Mendizabal.
La parroquia de San Miguel y San Sebastián pertenece a la archidiócesis de Valencia y se encuentra en la capital de la misma, en la Plaza de San Sebastián, N.º.1 y la calle Quart, 97 frente al Jardín Botánico. Está catalogada como Bien de interés cultural con anotación Mº: R-I-51-0004856 y fecha de disposición: 14 de abril de 1983.

## Historia
La primera iglesia del convento se consagró en 1547, pero fue demolida en 1725. 
La parroquia de San Miguel tiene su origen en la época de la reconquista de Valencia por parte de Jaime I de Aragón el Conquistador, en el siglo XIII. En un primer momento se encontraba situada en el llamado Tossal, en el barrio del Carmen, y no tenía culto desde 1936 debido a su estado casi ruinoso por los avatares padecidos durante la Guerra Civil. Es por todo ello que en 1947 fue demolida (tras un derrumbe parcial del edificio), pasando la titularidad de la parroquia desde ese momento a la iglesia de San Sebastián y San Miguel. La parroquia de San Miguel se encontraba igualmente sin culto desde 1936 a consecuencia de los destrozos sufridos al inicio de la guerra civil. 
Sólo se tiene conocimientos de la anterior construcción por la existencia de documentos escritos, tales como los dibujos de los planos de Antonio Mancelli (1608) y Tomás Vicente Tosca (1704) de donde se puede conocer con bastante precisión la planta del convento y su iglesia. La actual iglesia se inició el siete de septiembre de 1726 y se finalizó el 29 de septiembre de 1739. Los planos son obra de José de Cardona y Pertusa, que era discípulo de Tosca.

## Descripción artística
El templo fue declarado Monumento Histórico Artístico en el año 1981, pertenece al estilo clasicista italiano, estilo poco común a la tradición barroca valenciana del siglo XVIII. 
Es una iglesia de planta de cruz latina con capillas entre contrafuertes, las cuales se comunican entre sí, y presenta una cabecera semicircular. Dispone además el templo de un coro alto (elevado sobre un vestíbulo cubierto) a los pies del mismo.
El espacio, de una sola nave, está dividido en cuatro tramos. Las capillas laterales se abren a la nave central por grandes arcos de medio punto que apoyan sobre impostas y presentan diferente cubierta según su localización. Así, las más cercanas a los pies de la iglesia presentan cubiertas con bóvedas rebajadas (sin cúpula, por lo que su iluminación es muy deficiente), en cambio, las otras tres tienen cúpulas de media naranja sobre pechinas. Por su parte, la cubierta de la nave presenta bóveda de cañón tabicada con lunetos; y en el crucero se levanta una cúpula apoyada en pechinas sobre un tambor octogonal y casquete peraltado al exterior, que se cierra con tejas vidriadas de color azul. Las pinturas de las pechinas del crucero, que representan las cuatro virtudes teologales, son obra de José Parreu, pintor valenciano del siglo XVIII (1694-1766).
En la nave del transepto se encuentra en el lado derecho un gran retablo de inspiración clásica de la virgen Inmaculada. 
Las capillas laterales, están dedicadas a diferentes santos y advocaciones marianas, pudiendo destacarse, entre ellas, las siguientes:
- La capilla de la Virgen de los Desamparados está cubierta con cúpula de media naranja, con un retablo de corte clásico en el centro, que presenta una hornacina con una imagen de la Virgen de los Desamparados.
- La capilla de san Luis Gonzaga también con cúpula de media naranja, alberga un retablo de corte clásico en blanco y dorado en cuya gran hornacina central encontramos una imagen de san Luis Gonzaga.
- La capilla de San Francisco de Paula, adosada al transepto de la nave del evangelio. De construcción un poco posterior al resto de la iglesia, presenta planta de cruz griega y cúpula de media naranja con lunetos que permite la entrada de luz. Presenta un retablo que conserva una tabla de san Francisco de Paula pintada por Vicente Macip de mediados del siglo XVI, mientras que las pinturas murales están realizadas por José Llacer en 1744. Se puede afirmar que es la capilla mejor conservada de toda la iglesia. En la pared de entrada a la capilla se encuentra a la izquierda una hornacina con una escultura de san Sebastián (titular de la iglesia) y en el lado contrario otra de san Miguel derrotando al diablo.
- La capilla del Sagrado Corazón de Jesús alberga en su interior un nicho abierto en el muro al Sagrado Corazón de Jesús.
- La capilla de san Pancracio tiene un retablo en cuya hornacina central encontramos la imagen de un joven san Pancracio.
- La capilla del beato Gaspar de Bono fue construida entre 1786 y 1787 por el arquitecto Joaquín Martínez, en un estilo académico. También se construyó con la finalidad de albergar los restos mortales del beato Gaspar Bono que en 1786 había sido beatificado por el papa Pío VI. Tiene su entrada a través de una puerta situada a la izquierda del presbiterio junto a la actual sacristía. Presenta planta circular con cúpula de media naranja y un camarín adosado rectangular (hoy día desaparecido). Está decorado con mármoles, estucos y dorados, mientras que la cúpula está rematada por una linterna en cuyo tambor alternan óculos y medallones. Las cuatro pinturas al fresco realizadas sobre lunetos recogen momentos de la vida del beato Gaspar Bono. La capilla se alza sobre ocho pilastras dóricas de mármol, que enmarcan cuatro paños adornados con cuatro medallones con decoración de talla del escultor académico José Cotanda. La decoración se compone de elementos vegetales, máscaras, peces y otros elementos de corte fantástico.[1]
- Hay una capilla, que podíamos denominar de paso, la cual se abrió para dar paso a la antigua sacristía. La antigua sacristía es de planta circular y está presidida por una talla de cristo Crucificado. En el centro de la capilla encontramos la pila bautismal. Se cubre con cúpula de media naranja y linterna. Las paredes se decoran con cuatro medallones realizados en yeso con milagros atribuidos al beato Nicolás Factor.[1]

La decoración interior, se centra en los elementos arquitectónicos, puesto que durante la desamortización y más tarde, la guerra civil española, tanto mobiliario como elementos decorativos se perdieron. Por ello cabe destacar el alto zócalo de sus paredes con azulejos de cerámica realizados hacia 1742. Presenta también grandes pilastras estriadas de orden corintio. 
Su fachada principal está formada por dos cuerpos de diferente altura (separados por una cornisa), y presenta una estructura formada por seis grandes pilares que sostienen un entablamento sobre el que se levanta el cuerpo superior, que tiene un relieve con un símbolo eucarístico y un carcaj con flechas símbolo martirial de San Sebastián. Flanquea este relieve dos pequeñas columnas jónicas y remata este segundo cuerpo otro frontón partido de menores dimensiones. En el centro del cuerpo inferior se abre la portada barroca (formada por dos cuerpos separados por una cornisa, dispone de una puerta adintelada a la que flanquean dos columnas dóricas que apoyan en un alto basamento) y en la misma fachada, en el lado de la epístola, se alza la torre campanario (que sustituye a otra anterior, ya desaparecida) obra de Carlos Carbonell Pañella, realizada en 1906 en estilo historicista. En la misma fachada, flanqueando la portada principal se pueden distinguir dos vanos (actualmente cegados) que permitirían el acceso a dos habitaciones comunicadas con el vestíbulo de entrada.